# Boopis filifolia
Boopis filifolia är en calyceraväxtart som beskrevs av Carlos Luis Spegazzini. Boopis filifolia ingår i släktet Boopis och familjen calyceraväxter. Inga underarter finns listade i Catalogue of Life.